# Bruno Gougeon
Pour les articles homonymes, voir Gougeon.
Bruno Gougeon (né le 19 octobre 1953 à Boulogne-Billancourt, Hauts-de-Seine) est un militaire de l'armée de l'air française, commandant de la région aérienne Nord, depuis le 1er décembre 2005.

## Biographie
Général du corps des officiers de l'air, Bruno Gougeon est nommé commandant de la région aérienne Nord, à compter du 1er décembre 2005, par le Conseil des ministres du 19 octobre 2005 et promu au grade de général de division aérienne à la même date.
Le 14 mars 2007, il est élevé aux rang et appellation de général de corps d'armée aérienne, pour prendre rang du 1er avril 2007.
À compter du 1er octobre 2007, il est nommé conseiller du Gouvernement pour la défense.
Il est maintenu dans la 1re section des officiers généraux de l’armée de l’air jusqu’au 30 septembre 2008.